# Markus Fierz
Markus Fierz (Basilea, 20 giugno 1912 – Küsnacht, 20 giugno 2006) è stato un fisico svizzero, noto principalmente per la sua formulazione del teorema spin-statistica e per i suoi contributi allo sviluppo della teoria quantistica, della fisica delle particelle e della meccanica statistica. Ha ricevuto la medaglia Max Planck nel 1979 e la medaglia Albert Einstein nel 1989 per tutti i suoi numerosi lavori scientifici.
Furono suoi allievi Frans Armand Cerulus, Klaus Hepp, Walter Hunziker, Peter Minkowski e David Speiser.